# Nomada debilis
Nomada debilis là một loài Hymenoptera trong họ Apidae. Loài này được Timberlake mô tả khoa học năm 1954.